# Manzárd

Manzárdtető rajza

A manzárd beépített tetőtérben elhelyezkedő szoba vagy lakás. 
A 18. századi Franciaországban egy speciális alakú tető (úgynevezett "törött tető") neve. A manzárdtetőt úgy tervezték, hogy megkönnyítse a tetőtér lakássá történő kiépítését.  
Az elnevezés François Mansart (1598–1666) francia építész és unokaöccse, Jules Hardouin-Mansart (1646–1708) nevéből ered, de nem ők a manzárd feltalálói. Már száz évvel előttük a Louvre építésze, Pierre Lescot megvalósította ezt a helytakarékos ötletet. Az viszont igaz, hogy a két Mansart  tette népszerűvé Párizsban ezt a technikát, ezért kapcsolódott az ő nevükhöz.

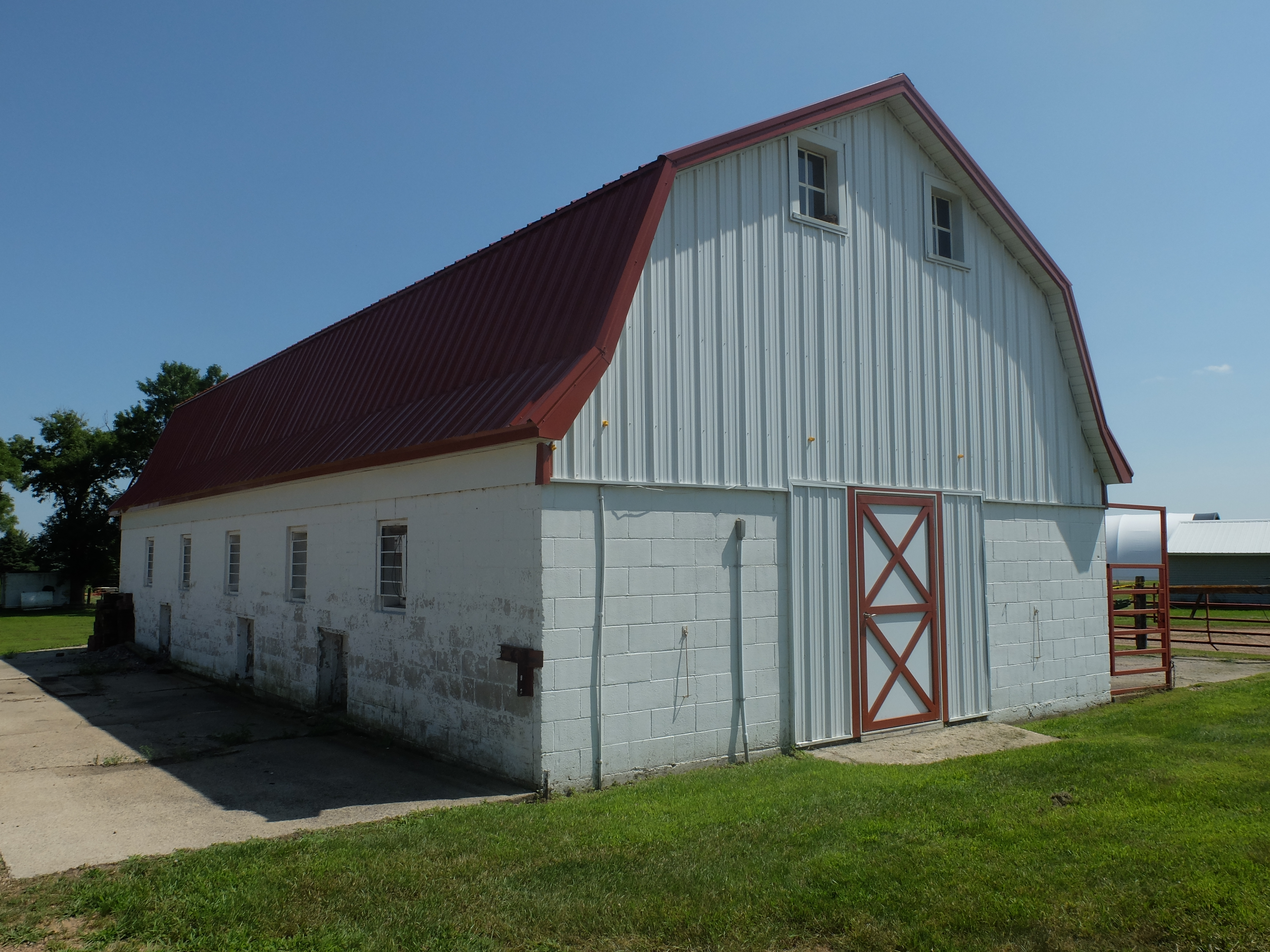
Manzárd tetejű pajta Minnesotában

A 18. század közepétől az elnevezés megjelent Angliában és Németországban is, először a tető, majd a lakás megnevezésére.
Később a név a szegénység és nyomor szinonimája lett, például az 1920-as években Németországban manzárdkávénak (Mansardenkaffee) nevezték az olcsó kávépótlékot.
Érdekesség, hogy Szlovákiában manzárdnak nevezik a stúdiólakást.
A manzárd lakóépületek mellett tanyasi, mezőgazdasági épületeknél is elterjedt, főleg Amerikában; tipikusan istállók, pajták, fészerek rendelkeznek ilyen tetővel.